# Beija-flor-alaranjado
O beija-flor-alaranjado (Anthobaphes violacea) é uma espécie de ave pequena, que se alimenta predominantemente de néctar que é endêmica do bioma de matagal fynbos do sudoeste da África do Sul. É o único membro do gênero Anthobaphes, na família Nectariniidae (os pássaros do sol e os caçadores de aranhas), embora às vezes seja colocado no gênero Nectarinia. As aves são sexualmente dimórficas, com as fêmeas sendo verde-oliva, enquanto os machos são laranja a amarelo na parte inferior com verde brilhante, azul e roxo na cabeça e no pescoço.

## Taxonomia
Em 1760, o zoólogo francês Mathurin Jacques Brisson incluiu uma descrição do pássaro-sol de peito laranja em sua Ornithologie, com base em um espécime coletado no Cabo da Boa Esperança. Ele usou o nome francês Le petit grimpereau a longue queue du Cap de Bonne Espérance e o latim Certhia Longicauda Minor Capitis Bonae Spei. Embora Brisson tenha cunhado nomes latinos, estes não estão de acordo com o sistema binomial e não são reconhecidos pela Comissão Internacional de Nomenclatura Zoológica. Quando em 1766 o naturalista sueco Carl Linnaeus atualizou seu Systema Naturae para a décima segunda edição, ele adicionou 240 espécies que haviam sido descritas anteriormente por Brisson. Um deles era o pássaro-sol de peito laranja. Linnaeus incluiu uma breve descrição, cunhou o nome binomial Certhia violacea e citou o trabalho de Brisson. Esta espécie é agora o único membro do gênero Anthobaphes que foi introduzido pelos ornitólogos alemães Jean Cabanis em 1850. O nome é do grego antigo anthobaphēs "de cor brilhante" derivado de ανθος anthos para flor e βαφη baphē para tingimento.

## Descrição
Tal como acontece com outros pássaros-sol, o bico é longo e curvo, sendo o do macho mais longo que o da fêmea. O bico, pernas e pés são pretos. Os olhos são castanhos escuros. A cabeça, garganta e manto do macho são verde metálico brilhante. O resto das partes superiores são verde-oliva. O peito superior é violeta metálico e o peito inferior é laranja brilhante, desvanecendo-se para um laranja mais pálido e amarelo na barriga. A cauda é longa e enegrecida, com penas centrais alongadas, que se estendem além das outras penas. A fêmea tem o ventre cinza-esverdeado e o ventre amarelo-oliva, mais claros na barriga. As asas e a cauda são enegrecidas. O juvenil se assemelha à fêmea.
A chamada é um ssharaynk ou sskrang twangy e fraco, muitas vezes repetido várias vezes.

## Distribuição e habitat
Devido ao seu alcance restrito dentro do bioma fynbos do Cabo Ocidental da África do Sul, este sunbird está associado a ericas e proteas. Produz quando a urze floresce, normalmente em maio. O macho defende seu território de forma agressiva, atacando e perseguindo intrusos.
Esta espécie mansa é um criador comum em toda a sua extensão limitada e é um migrante altitudinal, movendo-se para altitudes mais altas durante o verão do sul em busca de flores. É gregário quando não se reproduz, formando bandos de até 100 aves.

## Comportamento

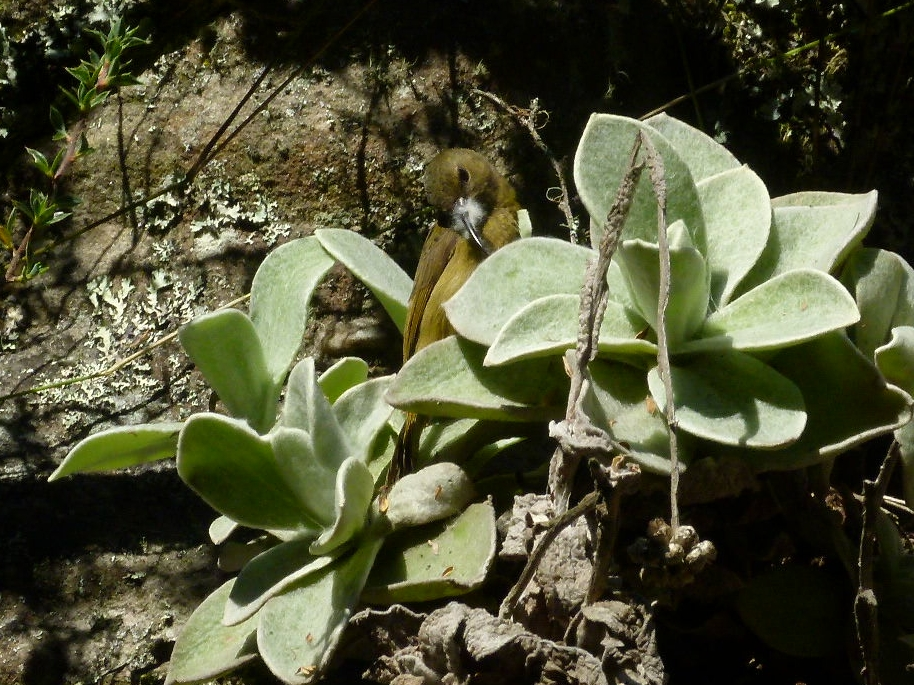
Fêmea coletando pêlos de folhas para forrar o ninho

### Reprodução
O sunbird de peito laranja se reproduz de fevereiro a novembro (principalmente em maio-agosto). O ninho, construído principalmente pela fêmea, é um oval de radículas, galhos de folhas finas e grama, unidos por teias de aranha e forrados com penugem de protea marrom. Tem uma entrada lateral superior, mas não tem um alpendre coberto. A embreagem usual é de dois ovos e a fêmea incuba sozinha. Os ovos eclodem em cerca de 14,5 dias e ambos os pais alimentam os filhotes. Os pássaros jovens são alimentados principalmente com presas de insetos e aranhas.

### Alimentação e alimentação
A ave de peito alaranjado subsiste de néctar de flores, predominantemente de ericas e proteas, embora também faça uso de outros tipos de plantas com flores. Também levará pequenos insetos e aranhas, muitas vezes em vôo.

## Ecologia
Sabe-se que os sunbirds de peito alaranjado polinizam as espécies de Protea, Leucospermum e Erica , cujas flores visitam para obter néctar. Eles pousam no chão para visitar as flores baixas de Hyobanche sanguinea e Lachenalia luteola. Eles também se entregam ao roubo de néctar de flores com tubos de corola mais longos, como Chasmanthe floribunda. Sendo propenso ao fogo, o habitat dos fynbos garante uma grande mobilidade das aves, o que pode ter contribuído para um maior nível de variabilidade genética individual, apesar de ter uma área de distribuição bastante limitada.
Uma série de parasitas do sangue semelhantes a plasmódios são conhecidos dos pássaros-sol de peito laranja.

## Estado de conservação
Esta espécie está atualmente classificada como espécie pouco preocupante pela IUCN. No entanto, pode ser adversamente afetado pela urbanização, conversão de habitat para agricultura e incêndios de fynbos.